# Radar Giraffe
Giraffe radar obitelj je Saab-ovih (bivši Ericsson Microwave Systems AB) kopnenih i pomorskih dvodimenzionalnih ili trodimenzionalnih G/H-pojasnih (4 do 8 GHz) zapovjednih i kontrolnih sustava za nadzor i kontrolu protuzračne obrane koji se temelje na pasivnom elektronički skeniranom antenskom nizu (SHORAD). Radar je dobio ime po prepoznatljivom sklopivom stupu koji kada se postavi omogućuje radaru da vidi preko obližnjih karakteristika terena kao što su drveće, proširujući njegov domet protiv niskih zračnih ciljeva. Prvi sustavi proizvedeni su 1977. godine. Do 2007. isporučeno je oko 450 jedinica svih vrsta.
Vojnotehnički institut Srbije otkupio je licencu za Giraffe 75 i proizvodi novi model s nekoliko modifikacija. Domaća srpska oznaka je M85 "Žirafa" na šasiji FAP 2026.

## Opis
Giraffe je obitelj G/H-pojasnih (bivši C-pojas) frekvencijski agilnih, pulsnih dopplerskih radara za traženje na niskim do srednjim visinama te borbenih kontrolnih centara koji se mogu koristiti u mobilnim ili statičnim aplikacijama protuzračne obrane kratkog do srednjeg dometa. Giraffe je dizajniran za otkrivanje zrakoplova niskog radarskog udarnog presjeka na malim visinama u uvjetima velikih smetnji i elektroničkih protumjera. Kada je opremljen kao zapovjedni centar protuzračne obrane Giraffe daje sliku iz zraka svakoj bateriji.
Giraffe koristi Agile Multi-Beam (AMB), koji uključuje integrirani sustav upravljanja, kontrole i komunikacije. To omogućuje Giraffeu da djeluje kao zapovjedni i kontrolni centar u sustavu protuzračne obrane, a također se može integrirati u senzorsku mrežu za veću pokrivenost. Obično se nalazi u jednom skloništu dugom 6 m postavljenom na terensko vozilo za visoku mobilnost. Dodatno, sklonište se može pojačati nuklearnom, biološkom i kemijskom zaštitom i lakim slojevima oklopa za zaštitu od malokalibarskog oružja.

## Varijante

#### Giraffe 40
Ovo je radar kratkog dometa (40 kilometara) protuzračne obrane s mogućnošću zapovijedanja i kontrole. Koristi sklopivi antenski stup, koji se proteže do visine od 13 metara kada se postavi i može se integrirati s mogućnošću ispitivanja prijatelja ili neprijatelja (IFF). Navodi se da je pokrivenost od razine tla do 10.000 metara. U švedskoj službi radar je označen kao PS-70 i PS-701 i daje podatke o ciljevima projektilima RBS-70 SHORADS i topovima Bofors od 40 mm. Snažnija verzija s odašiljačem od 60 kW komercijalno je poznata kao Super Giraffe, a u švedskoj službi kao PS-707. Ovi radari se više ne prodaju.

#### Giraffe  75
Radar ima 13-metarski antenski stup i obično se prenosi na 6×6 5-tonskom kamionu, koji nosi i radar i zaklon za upravljanje i kontrolu. Raspon je 75 km, a pokrivenost se proteže od razine tla do 10.000 metara. Dodatna jedinica proširuje radarske sposobnosti obalne obrane. U švedskoj službi radar je označen kao PS-90. U grčkim zračnim snagama Giraffe 75 koristi se u kombinaciji sa sustavima upravljanja paljbom Contraves (sada Rheinmetall defence) Skyguard/Sparrow. Giraffe obično kontrolira 2 sustava Skyguard, svaki s 2 dvostruka 35 mm GDF-005 topa i 2 lansera raketa zemlja-zrak Sparrow.

#### Giraffe S
Optimiziran kao mobilni radar za aplikacije s daljinskim upravljanjem bez ljudske posade u sustavima ranog upozoravanja protuzračne obrane koji se koncentriraju na male niskoleteće ciljeve na velikoj udaljenosti. Također se može koristiti kao obalni nadzorni radar gdje su mete mala površinska plovila i projektili ili zrakoplovi koji lete s mora. Nova antena proširuje pokrivenost na 180 km s pokrivenošću visine od razine tla do 6.000 metara. Antenski stup prodiže se do 8 metara.

#### Giraffe AMB
Giraffe Agile Multi Beam je radar s digitalnim antenskim nizom koji pruža trodimenzionalnu zračnu pokrivenost s više zraka od 5,4 do 5,9 GHz s instrumentiranim rasponima od 30 km, 60 km i 100 km. Visinska pokrivenost proširena je od razine tla do 20.000 metara s pokrivenošću visine od 70 stupnjeva. Brzina uzorkovanja jedno je skeniranje u sekundi. Njegova gustoća pulsa suzbija nepovoljne vremenske uvjete. Iznimno nizak intenzitet bočnih snopova antene u kombinaciji s agilnošću frekvencije od pulsa do pulsa (burst-to-burst) pružaju određenu otpornost na ometanje. Kao i u prethodnim radarima Giraffe omogućena je automatska detekcija helikoptera kao i funkcija lociranja raketa, topništva i minobacača, omogućujući radaru da otkrije nadolazeće projetkile i do 20 sekundi ili više prije udara. Giraffe AMB je glavni senzor švedskog raketnog sustava protuzračne obrane RBS 23 BAMSE, ali je dostupan i za mnoge druge primjene. Giraffe AMB može se isporučiti s ugrađenim opcijama za nadzor zemlje. Vješta posada može postaviti radar za oko 10 minuta i spremiti ga za oko 6 minuta.

#### ARTE 740
Ovo je obalni obrambeni radar temeljen na anteni Giraffe 75 i sustavu obrade Giraffe AMB optimiziranom za pokrivanje površine i malih visina za švedske amfibijske snage (bivše Obalno topništvo). Postavljen je na oklopno vozilo MOWAG Piranha 10×10. U funkciji je 6 sustava.

#### Sea Giraffe AMB
Saabov Sea Giraffe AMB mornarička je varijanta njihovog radara Giraffe s 3D AMB tehnologijom. Može otkriti zračne i površinske ciljeve s horizonta do visine od 20.000 metara na elevaciji do 70°, i može istovremeno pratiti višestruke prijetnje koje se približavaju iz različitih smjerova i visina. Također, specijaliziran je za brzo otkrivanje malih, brzo pokretnih ciljeva na svim visinama i malih površinskih ciljeva u velikim smetnjama. Radar ima instrumentalni domet od 180 km. 

### Aktivni elektronički skenirani niz
Saab Electronic Defence Systems (EDS) u svibnju 2014. predstavio je dvije nove klase radara s aktivnim elektroničkim upravljanim antenskim nizom (AESA), tri kopnena sustava (Giraffe 1X, Giraffe 4A i Giraffe 8A) i dvije mornaričke varijante (Sea Giraffe 1X i Sea Giraffe 4A).

## Korisnici
- Alžir: Sea Giraffe AMB 3-D nadzorni radar G-pojasa opremit će fregate MEKO A-200 za Alžirsku nacionalnu mornaricu[4]
- Australija: Sea Giraffe instaliran na pristanišnim brodovima za helikoptere klase Canberra i naručen kao zemaljski sustav.[5]
- Brazil: Korpus marinaca koristi ga od 1989., u verziji 50AT, s traktorom BV-206D. Zamijenit će ga Sabre M60.
- Kanada: Sea Giraffe se koristi na fregatama klase Halifax.[6]
- Hrvatska 5 sustava u službi, ali ima licencu za proizvodnju i prijenos tehnologije za sustav nabavljen tijekom i nakon Domovinskog rata.
- Estonija: Giraffe AMB - 5 mobilnih jedinica montiranih na kamione koje koristi Estonski bataljun protuzračne obrane.[7]
- Finska: Jantronic J-1000 sustavi za pronalaženje ciljeva s radarima Ericsson Giraffe Mk IV na XA-182 Pasi oklopnom transporteru. Sea Giraffe postavljen na četiri raketna broda klase Rauma. Kombinacija radara Sea Giraffe 4A i Sea Giraffe 1X s fiksnim licem na četiri korvete klase Pohjanmaa sposobne za led iz programa Squadron 2020
- Francuska: Giraffe AMB u upotrebi od strane francuskog ratnog zrakoplovstva.[8]
- Indonezija: Indonezijska vojska
- Irska: Irska vojska, Giraffe Mk IV na BV 206.
- Latvija
- Litva
- Grčka
- Malezija: Morska žirafa postavljena na fregatu klase Lekiu. Giraffe 40 koju koristi malezijska vojska.[9]
- Norveška: Norveška vojska, Giraffe Mk IV na BV 206.
- Pakistan
- Filipini: Radari Sea Giraffe AMB bit će instalirani na fregate klase Gregorio del Pilar[10][11]
- Poljska: Sea Giraffe je instaliran na brodu za brze napade klase Orkan.
- Srbija: M-85 Žirafa nadograđena i modernizirana varijanta na temelju kupljene licence od strane Vojnotehničkog instituta
- Singapur: Giraffe S i AMB u službi radarske mreže zračnih obrambenih snaga Republike Singapur; Sea Giraffe AMB na korvetama klase Victory mornarice Republike Singapur.[12]
- Slovenija
- Južna Afrika: koriste je južnoafričke nacionalne obrambene snage
- Švedska: Koriste ga i vojska i mornarica kroz povijest u velikom broju i s većinom verzija počevši od PS-70 i danas Giraffe AMB na kopnu i u korvetama klase Visby. Novi radar 4A planira se nabaviti za protuzrakoplovne bataljune vojske kada prijeđu s raketnih sustava HAWK na raketne sustave Patriot.[13]
- Tajland: Giraffe S, Sea Giraffe AMB i Sea Giraffe 4A korišteni u Kraljevskoj tajlandskoj mornarici
- UAE: Korveta mornarice UAE klase Baynunah također koristi Sea Giraffe
- Ujedinjeno Kraljevstvo: Britanska vojska i Kraljevsko ratno zrakoplovstvo zajednički upravljaju G-AMB radarom u 49 (Inkerman) Battery Royal Artillery.[14]
- Sjedinjene Američke Države: Sea Giraffe AMB instaliran na primorskom borbenom brodu klase Independence kao AN/SPS-77(V)1 i AN/SPS-77V(2).[15]
- Venezuela: Giraffe 75 pod kontrolom Zapovjedništva zračne obrane FANB.